# 김진오 (공학자)
김진오(1959년 10월 27일 ~ )는 대한민국의 로봇학자이다.
현재 (주)로봇앤드디자인(www.rnd.re.kr)의 회장으로 재직중이다. 
1979년 서울대학교 기계공학과를 입학하여, 학/석사를 졸업하였고 , 
1992년 미국 카네기멜론 대학에서 로봇학 박사를 취득했다.
1990년대 초반부터 말엽까지 일본 경비보안 기업 세콤(SECOM)과 삼성전자(SAMAUNG electronics)에서 로봇개발 및 사업부장으로 근무하였다. 삼성전자재직시, 산업용 로봇개발업무와 로봇사업을 총괄하였다. 2000년부터 2008년까지 대한민국 정부의 로봇관련 정책, 전략을 수립하는데 기여했으며, 2005년~2006년 스탠퍼드대 로보틱스연구소 방문교수로 활동하기도 했으며, 특히 2004년부터 2007년까지 대통령직속 자문기구 지능형로봇 실무위원회 위원장, 2006년부터 2008년까지 로봇산업정책포럼 의장을 맡아 국가 로봇R&D 정책 조정역할을 맡은 바 있다.
2008년부터 로봇을 활용한 교육과 예술분야의 연구를 7년간 진행했으며 로봇을 통해서 저소득층 자녀들에게 꿈을 심어주는 활동(OPERA: Outreach Program of Educational Robots and Art)을 리드했었다. 
이어서 2014년부터 로봇의 국방에서 활용 관련 연구를 7년간 진행하고 제자들과 함께 "미래전의 희망, 국방로봇"의 저서는 내기도 했다.  
2008년 전세계 로봇산업계의 최고 권위를 갖는 Jeseph Engelberger상을 106번째로 수상했으며 2019년 대한민국 참봉사대상을 수상했다.      
대학교는 2021년 조기 퇴직하고 현재 (주)로봇앤드디자인에서 회장으로 연구개발, 상품화를 리드히고 있다.
박사학위를 받은 이후부터, 우리 사회에 필요한 로봇과 시스템을 400종 이상 개발해본 경험을 가지고 있으며 
현재는 로봇기술을 활용하여 인간이 고생하고 있는 온갖 질병과 싸우는 일을 하고 있으며 
로봇에 대한 깊은 경험을 바탕으로 로봇 창업을 지원하는 활동을 하고 있다.

## 약력
- 1983. 2 서울대학교 공과대학 기계공학과 학사
- 1985. 2 서울대학교 대학원 기계공학과 석사
- 1992. 8 Carnegie-Mellon University,School of Computer Science, Robotics 박사
- 1985. 1 ~ 1985. 7 KIST 기계시스템 연구실 위촉연구원
- 1986. 3 ~ 1987. 6 KIST CAD/CAM연구실 위촉연구원
- 1992.11 ~ 1993.12 일본 SECOM Intelligent Systems Lab. 연구원
- 1994. 2 ~ 1998. 9 삼성전자 생산기술센터 로봇 사업그룹 부장(그룹장) 및 수석연구원
- 1998.11 ~ 1999. 2 서울대학교 정밀기계 설계공동연구소 특별연구원
- 1999. 3 ~ 2021. 2 광운대학교 정보제어공학과/로봇학부 교수
- 2021. 3 ~ 현재 (주)로봇앤드디자인/인셀바이오 회장, 광운대학교 명예교수, 미국 Celltrio CTO

## 연구분야
- Robot의 평가기술
- 작업 기반 로봇 설계 framework
- 초정밀 조립용 로봇, 시스템과 관련 기술
- Field Robot for Rescue의 설계 기술
- Personal Robot의 Control Architecture와 Intelligence기술
- 세포치료제 생산 로봇 자동화, Biobanking 로봇화

## 최근 논문
- Initialization Problem of Service Robots with Artificial Stars
- A New Approach of Robot Manipulator Modeling
- Manipulator Modeling from D-H Parameters
- Use of Grid Method for Efficient Global Optimum Design of Robot Kinematics
- 퍼스널로봇의 작업 기반 제어구조에서의 작업관리설계
- A New Concept of Manipulator Modeling
- Microfluidic Control for Biological Cell Orientation
- Supervised Hybrid Control Architecture for Navigation of a Personal Robot
- Development of a Fast Alignment Method of Micro-Optic Parts Using Multi Dimension Vision and Optical Feedback
- A New Task-Based Control Architecture for Personal Robots
- A New Platform and Task-Based Control Architecture for Intelligent Personal Robots